# Вильмань
Вильма́нь (фр. Villemagne) — коммуна во Франции, находится в регионе Лангедок — Руссильон. Департамент коммуны — Од. Входит в состав кантона Северный Кастельнодари. Округ коммуны — Каркасон.
Код INSEE коммуны — 11428.

## Население
Население коммуны на 2008 год составляло 275 человек.
| 1962 | 1968 | 1975 | 1982 | 1990 | 1999 | 2008 |
| ---- | ---- | ---- | ---- | ---- | ---- | ---- |
| 176  | 215  | 208  | 223  | 192  | 211  | 275  |

## Экономика
В 2007 году среди 175 человек в трудоспособном возрасте (15—64 лет) 130 были экономически активными, 45 — неактивными (показатель активности — 74,3 %, в 1999 году было 76,4 %). Из 130 активных работали 113 человек (70 мужчин и 43 женщины), безработных было 17 (9 мужчин и 8 женщин). Среди 45 неактивных 10 человек были учениками или студентами, 21 — пенсионерами, 14 были неактивными по другим причинам.